# Wild Rose (Stati Uniti d'America)
Wild Rose è un villaggio degli Stati Uniti d'America, situato in Wisconsin, nella contea di Waushara.